# Sello publicitario

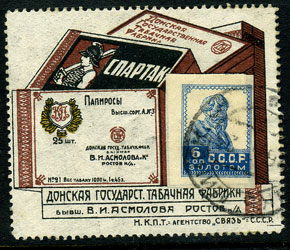

Sello publicitario es un tipo de estampilla postal, preparada, junto con el franqueo, con propósitos de propaganda.

## Tipos de sellos publicitarios
- Estampillas habituales de la emisión ordinaria con publicidad en bandeleta especiales. El franqueo se pagaba con los sellos y el texto de la publicidad e imagen se ponían en la bandeleta. Tales estampillas se emitieron en Alemania, Bélgica e Italia.
- Sellos postales con texto publicitario, impreso en el lado equivocado de la estampilla.
- Estampillas habituales de emisiones generales, pegadas en las bandeletas con propaganda. Tales estampillas combinadas- con publicidad fueron emitidas en la URSS.
- Estampillas de publicidad en URSS fueron emitidas por agencia comercial “Связь” en el comisariado del Pueblo para correos y telégrafos de Moscú, Leningrado, Kiev, Járkov y Odessa, para Rostov-en-Don, Simferopol' y para Samara durante 1923-1926 y tenía prioridad a fines de 1920. Bandeletas de avisaje se imprimieron separadamenta de la estampilla y se pegaban por el reverso. Por lo general, el tamaño de la bandeleta - 40 × 55 mm. con una ventana especial para pegar el sello, el texto de publicidad y las imágenes estaban impresas. En los campos laterales frecuentemente se ponían:editor, imprenta, año. La perforación era lineal. La enumeración de las oficinas de correos, donde se vendió la estampilla se podía rastrear, por ende se establecía el usuario de la publicidad.

A pesar de las emisiones gigantescas (en determinados casos - 800 millares), tales estampillas se conservan escasamente, aún más - usadas.
En síntesis unos 60 sellos- publicidad. Temas de algunas estampillas: “Vigogne trust”, “Sindicato de la industria textil de todas las Rusia”, “[Gosselsindikat]”, “Главный универсальный магазин”, “[Gostorg] de RSFSR”, “[Kozhsindikat] de URSS”, “banco industrial ”, “Marina mercante Soviética”, “[Soyuzflot]”, “[Gospromtsvetmet]”, “Industria tabacalera”.
En 1997 se publicaba el catálogo de las estampillas combinadas- con publicidad- de la URSS, compiladas por A. S. Mramornov y V. A. Pantyukhin.